# Katherine Stanley
Katharine Louisa Stanley, viscontessa Amberley (3 aprile 1842 – 28 giugno 1874), è stata una nobildonna e attivista inglese.

## Biografia

### Infanzia
Era la figlia di Edward Stanley, II barone di Alderley, e di sua moglie, Henrietta Maria Dillon-Lee.

### Matrimonio

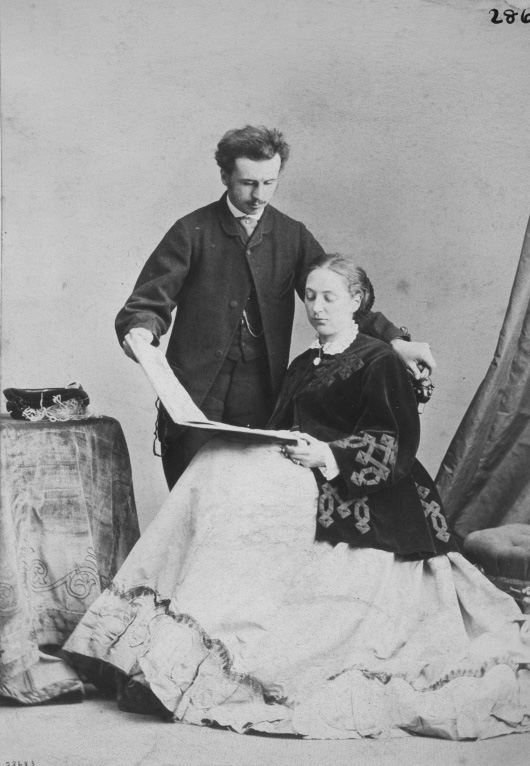
Lord e Lady Amberley fotografati da William Notman nel 1867, McCord Museum, Montréal

Sposò, l'8 novembre 1864, John Russell, visconte Amberley, figlio di John Russell, I conte Russell e di Lady Frances Elliot-Murray-Kynynmound. Ebbero tre figli, tra cui il celebre filosofo Betrand Russell.
Katherine ebbe una relazione con il tutore dei suoi figli, il biologo Douglas Spalding, con il consenso del marito.
Katherine era una suffragetta e una delle prime sostenitrici dei diritti delle donne. Incoraggiò le donne a studiare medicina, creò una borsa di studio di medicina per Emily Bovell e assunse Elizabeth Garrett Anderson come suo medico personale. Harriet Grote la presentò a Helen Taylor nel 1865. Nel 1867, Lord e Lady Amberley viaggiarono in Nord America, visitando il Canada e gli Stati Uniti d'America. Sono rimasti negli Stati Uniti per diversi mesi e incontrò Lucretia Mott. Divenne presidentessa della Bristol and West of England Women's Suffrage Society nel 1870 e per la campagna per la parità di retribuzione per le donne e la loro educazione e l'accettazione in tutte le professioni.

### Morte
Morì il 28 giugno 1874 di difterite, che contrasse dalla figlia, che morì cinque giorni dopo. La sua morte colpì fortemente suo marito, la cui decisione di far cremare il suo corpo sconvolse la società. I suoi resti vennero originariamente depositati nella loro residenza di Wye Valley insieme a quelli di sua figlia e non si tenne nessuna cerimonia religiosa. Poco dopo la morte del marito, due anni più tardi, tutti e tre i corpi vennero spostati nella tomba di famiglia Russell a Chenies.

## Discendenza
Lady Katherine Stanley e John Russell, visconte Amberley ebbero tre figli:
- John Russell, II conte Russell (12 agosto 1865-3 marzo 1931);
- Lady Rachel Lucretia (2 marzo 1868-3 luglio 1874);
- una figlia (nata e morta il 2 marzo 1868);
- Bertrand Russell, III conte Russell (18 maggio 1872-1970)[2][3].

## Ascendenza
|                                       |                                     |                                          | Genitori                              |  |  | Nonni |  |  | Bisnonni                          |  |  | Trisnonni                   |  |
|                                       |                                     |                                          |                                       |  |  |       |  |  | John Thomas Stanley, VI baronetto |  |  | Edward Stanley, V baronetto |  |
|                                       |                                     |                                          |                                       |  |  |       |  |  | John Thomas Stanley, VI baronetto |  |  | Edward Stanley, V baronetto |  |
|                                       |                                     | Mary Ward                                |                                       |  |  |       |  |  | John Thomas Stanley, VI baronetto |  |  |                             |  |
| John Stanley, I barone di Alderley    |                                     |                                          |                                       |  |  |       |  |  | John Thomas Stanley, VI baronetto |  |  |                             |  |
|                                       |                                     | Margaret Owen                            | Hugh Owen                             |  |  |       |  |  |                                   |  |  |                             |  |
|                                       |                                     | Margaret Owen                            | Hugh Owen                             |  |  |       |  |  |                                   |  |  |                             |  |
|                                       |                                     | Margaret Owen                            | Margaret Bold                         |  |  |       |  |  |                                   |  |  |                             |  |
| Edward Stanley, II barone di Alderley |                                     | Margaret Owen                            |                                       |  |  |       |  |  |                                   |  |  |                             |  |
|                                       |                                     | John Baker Holroyd, I conte di Sheffield | Isaac Holroyd                         |  |  |       |  |  |                                   |  |  |                             |  |
|                                       |                                     | John Baker Holroyd, I conte di Sheffield | Isaac Holroyd                         |  |  |       |  |  |                                   |  |  |                             |  |
|                                       |                                     | John Baker Holroyd, I conte di Sheffield | Dorothy Baker                         |  |  |       |  |  |                                   |  |  |                             |  |
| Maria Holroyd                         |                                     | John Baker Holroyd, I conte di Sheffield |                                       |  |  |       |  |  |                                   |  |  |                             |  |
|                                       |                                     | Abigail Way                              | Lewis Way                             |  |  |       |  |  |                                   |  |  |                             |  |
|                                       |                                     | Abigail Way                              | Lewis Way                             |  |  |       |  |  |                                   |  |  |                             |  |
|                                       |                                     | Abigail Way                              | Abigail Lockey                        |  |  |       |  |  |                                   |  |  |                             |  |
| Katherine Stanley                     |                                     | Abigail Way                              |                                       |  |  |       |  |  |                                   |  |  |                             |  |
|                                       | Charles Dillon, XII visconte Dillon | Henry Dillon, XI visconte Dillon         |                                       |  |  |       |  |  |                                   |  |  |                             |  |
|                                       | Charles Dillon, XII visconte Dillon | Henry Dillon, XI visconte Dillon         |                                       |  |  |       |  |  |                                   |  |  |                             |  |
|                                       | Charles Dillon, XII visconte Dillon | Charlotte Lee                            |                                       |  |  |       |  |  |                                   |  |  |                             |  |
| Henry Dillon, XIII visconte Dillon    | Charles Dillon, XII visconte Dillon |                                          |                                       |  |  |       |  |  |                                   |  |  |                             |  |
|                                       |                                     | Henrietta Maria Phipps                   | Constantine Phipps, I barone Mulgrave |  |  |       |  |  |                                   |  |  |                             |  |
|                                       |                                     | Henrietta Maria Phipps                   | Constantine Phipps, I barone Mulgrave |  |  |       |  |  |                                   |  |  |                             |  |
|                                       |                                     | Henrietta Maria Phipps                   | Lepell Hervey                         |  |  |       |  |  |                                   |  |  |                             |  |
| Henrietta Maria Dillon-Lee            |                                     | Henrietta Maria Phipps                   |                                       |  |  |       |  |  |                                   |  |  |                             |  |
|                                       |                                     | Dominick Geoffrey Browne                 | Dominick Browne                       |  |  |       |  |  |                                   |  |  |                             |  |
|                                       |                                     | Dominick Geoffrey Browne                 | Dominick Browne                       |  |  |       |  |  |                                   |  |  |                             |  |
|                                       |                                     | Dominick Geoffrey Browne                 | Harriet Lynch                         |  |  |       |  |  |                                   |  |  |                             |  |
| Henrietta Browne                      |                                     | Dominick Geoffrey Browne                 |                                       |  |  |       |  |  |                                   |  |  |                             |  |
|                                       |                                     | Margaret Browne                          | George Browne                         |  |  |       |  |  |                                   |  |  |                             |  |
|                                       |                                     | Margaret Browne                          | George Browne                         |  |  |       |  |  |                                   |  |  |                             |  |
|                                       |                                     | Margaret Browne                          | Dorcas Moore                          |  |  |       |  |  |                                   |  |  |                             |  |
|                                       |                                     | Margaret Browne                          |                                       |  |  |       |  |  |                                   |  |  |                             |  |